# Empar Claramunt
Empar Claramunt (Puçol, 1954 - 25 de març de 2021) fou una titellaire valenciana.
Entra al món dels titelles amb Philippe Genty, en l'Institut del Teatre de Barcelona, i com a filòloga, traduí Dario Fo i altres dramaturgs al valencià. Va dirigir el Teatre Buffo des del 1983, i El Marionetari.